# Dècada del 630 aC

## Esdeveniments
- c. 632 aC, Conspiració de Soló

## Naixements
- Entre 630 i 612 aC. Safo, una poeta lírica grega nascuda a l'illa de Lesbos, va morir cap al 570 aC. Els alexandrins la van incloure a la llista de nou poetes lírics. Va ser famosa pels seus temes lèsbics, donant el seu nom i el de la seva pàtria a la mateixa definició de lesbianisme (i el terme menys utilitzat de "safisme").[1]
- 635 aC, Milet: Tales de Milet, matemàtic i filòsof grec

## Personatges destacats
- Els aristòcrates dòrics a Creta adopten relacions formals entre aristòcrates adults i nois adolescents; una inscripció de Creta és el registre més antic de la institució social de la Pederàstria a l'antiga Grècia.[2]